# Of Cabbages and Kings

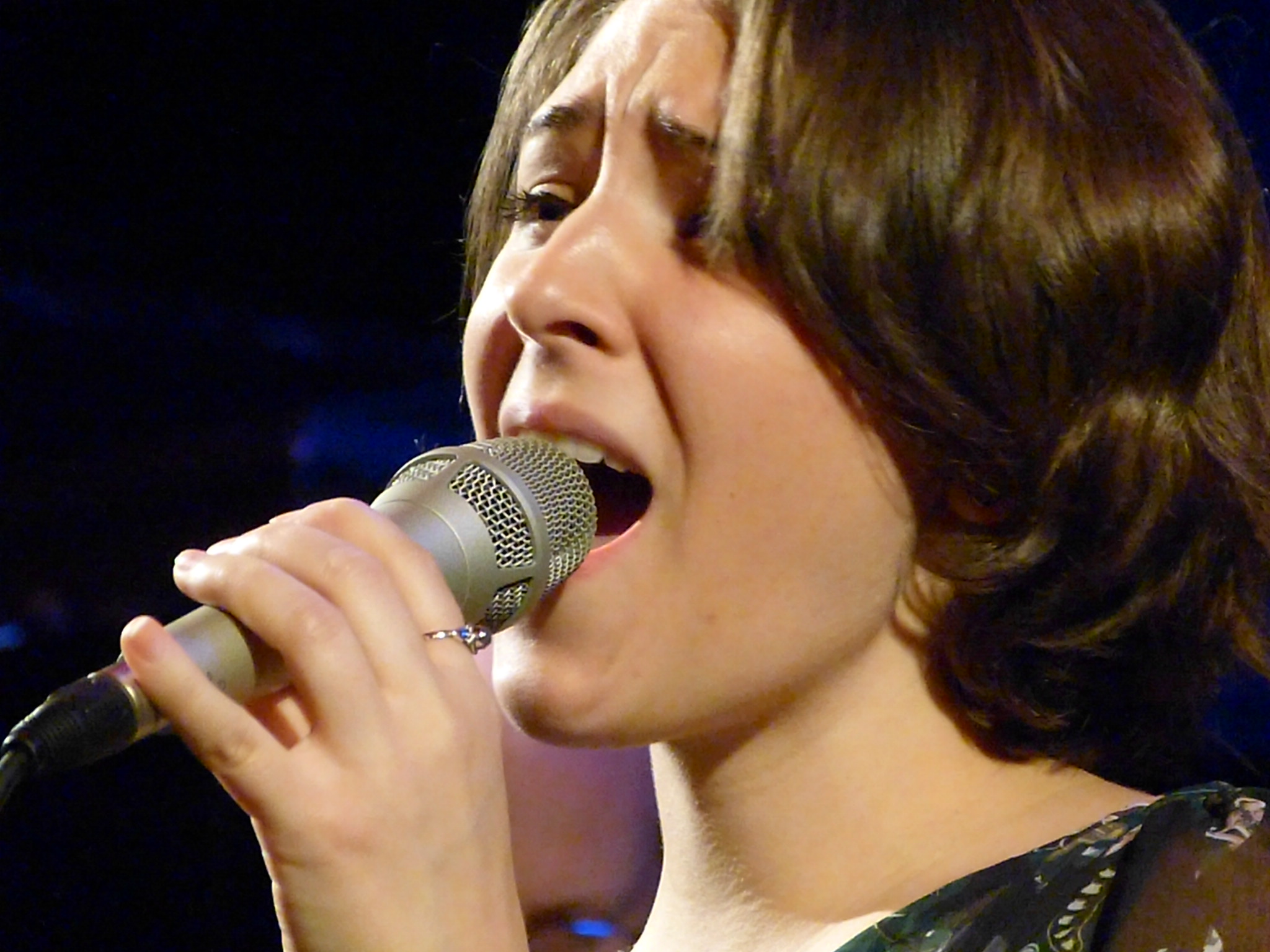
Veronika Morscher

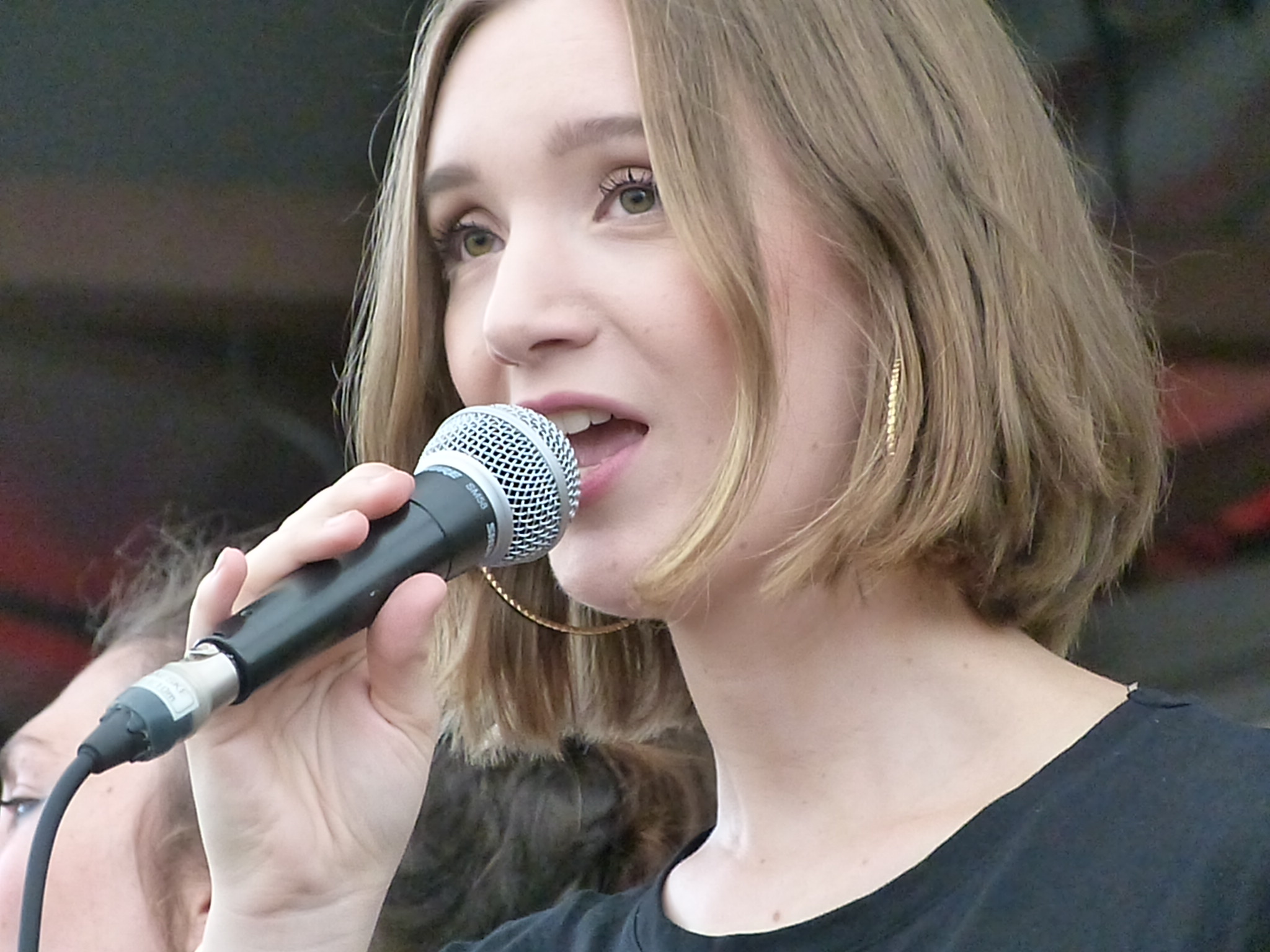
Laura Totenhagen

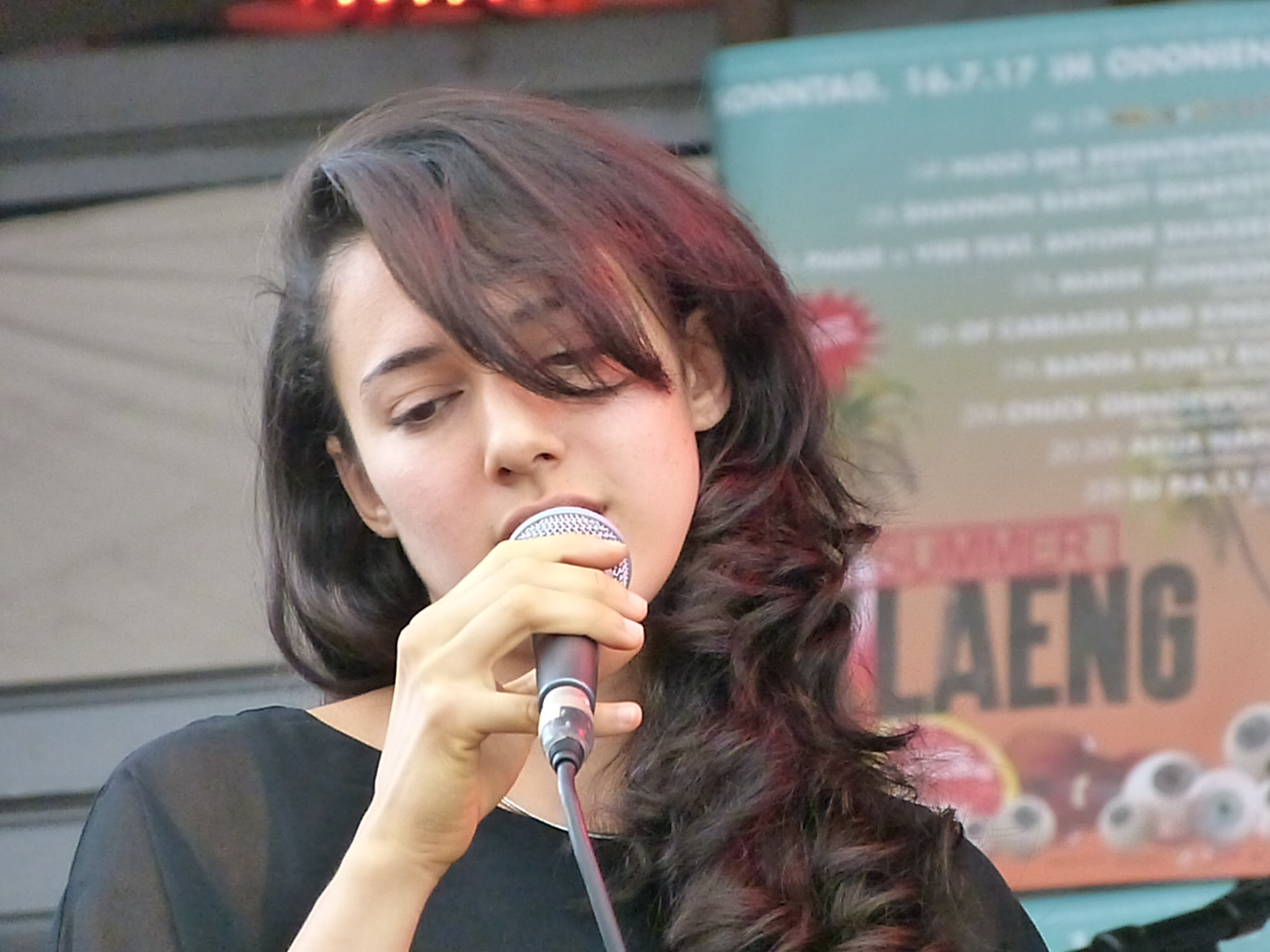
Sabeth Perez

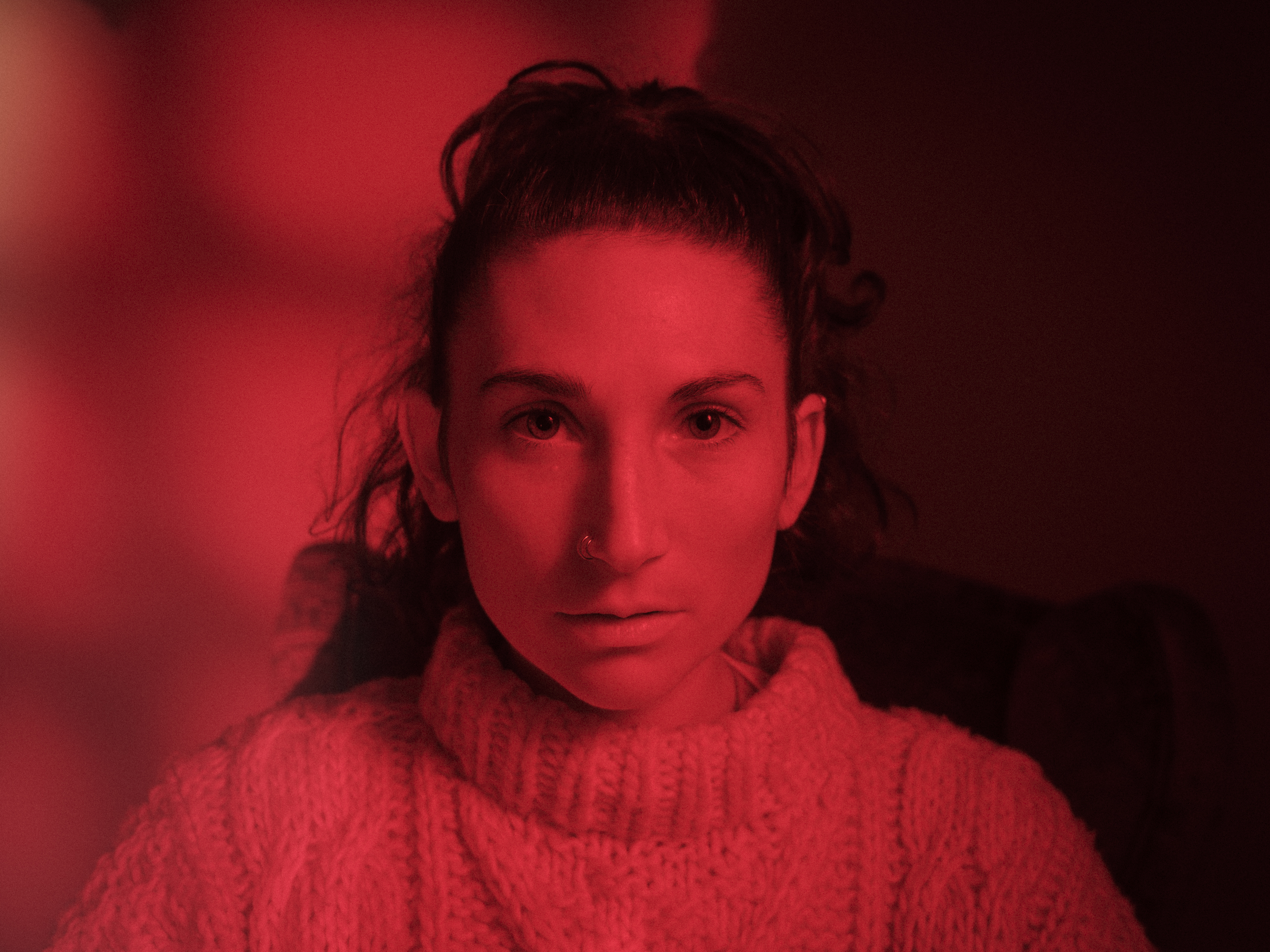
Rebekka Salomea Ziegler

Of Cabbages and Kings ist ein Vokalquartett aus Köln, dessen Œuvre vom Jazzgesang geprägt ist und dessen Stilrichtung die Mitglieder selbst als Neo A Cappella bezeichnen.

## Geschichte
Das Ensemble wurde 2015 von den Jazz-Sängerinnen Veronika Morscher, Sabeth Pérez, Laura Totenhagen und Rebekka Salomea Ziegler gegründet, die sich im Bundesjazzorchester kennengelernt hatten. Ursprünglich traten die Künstlerinnen als Septett-Formation (Vokalquartett plus Rhythmusgruppe) auf, seit 2017 singt die Band ausschließlich a cappella. Ihr  Name stammt aus einem Gedicht von Lewis Carroll („The Walrus And The Carpenter“) aus „Through the Looking-Glass and What Alice Found There“ (1872). Die Werke für das Ensemble arrangieren und komponieren die Sängerinnen meist selbst. Unter anderem interpretieren sie Texte von William Shakespeare, Wilhelm Busch, Ingeborg Bachmann, Erich Kästner und Hannah Arendt.
Die Musikrichtung von Of Cabbages and Kings beschreiben die Künstlerinnen als Neo A Cappella, eine Genrebezeichnung, die der Kölner Pianist Pablo Held für sie geschaffen hat. Darunter verstehen sie „eine andere Art des A-cappella-Gesangs – eine Art, die neugierig macht, die unkonventionell ist, die uns als Künstlerinnen Freiheiten gibt, uns Raum schafft, vier Individuen zu sein“, so Veronika Morscher im Interview. Die Mitglieder bleiben gleichzeitig auch in eigenen Formationen aktiv, von Modern Jazz über Folk bis zu elektronischen Beats. Von Musikkritikern wurden Auftritte der Formation (etwa beim Jazzfestival Burghausen) mit viel Lob bedacht.
Im Dezember 2018 stellte Of Cabbages and Kings sein Debüt-Album Aura vor, das beim Label Klaeng Records erschienen ist.
Ab Herbst 2018 sang Zola Mennenöh an Stelle von Sabeth Pérez im Ensemble. Am 16. März 2023 teilte die Band auf ihrer Facebookseite mit, dass Zola Mennenöh das Ensemble verlassen wird.

## Preise und Auszeichnungen
Im Mai 2016 gewann Of Cabbages and Kings den 3. Platz des Sparda Jazz Awards. Seit dem gleichen Jahr sind die Sängerinnen Konzertstipendiatinnen der Werner Richard – Dr. Carl Dörken Stiftung. Im Oktober desselben Jahres erreichten sie das Finale des Acapella Awards Ulm. Im April 2017 wurde die Band für das Finale des Internationalen A Cappella Wettbewerbs in Leipzig nominiert.
Im Frühjahr 2018 belegte Of Cabbages and Kings beim 10. Europäischen Nachwuchsjazzpreis Burghausen den zweiten Platz. Im Juni 2019 wurde die Gruppe beim Tampere Vocal Music Festival in Finnland mit dem zweiten Platz ausgezeichnet.

## Diskografie
- Aura (Klaeng Records 2018, mit Sabeth Pérez, Laura Totenhagen, Rebekka Ziegler und Veronika Morscher)
- Yes And (2023 mit Rebekka Salomea Ziegler, Laura Totenhagen, Veronika Morscher)
- Commissioned Works (2024 mit Rebekka Salomea Ziegler, Laura Totenhagen, Lauren Kinsella und Veronika Morscher, EP)